# Кубок Кримтеплиці
Кубок Кримтеплиці — товариський футбольний турнір, який проводився з 2002 року по 2012 рік в зимове міжсезоння на стадіоні «КТ Спорт-Арена» в селищі Аграрне, АР Крим.
Заснований Олександром Васильєвим, президентом клубу «Кримтеплиця». У турнірі брали участь команди Першої ліги України, Другої ліги України, аматорського чемпіонату України, молодіжної першості України, чемпіонату Криму та чемпіонату Молдови, а також російська любительська команда «Будівельник» (Темрюк). Найбільше число титулів завоювала команда-господарка турніру — «Кримтеплиця» (4 перемоги).

## Місце проведення

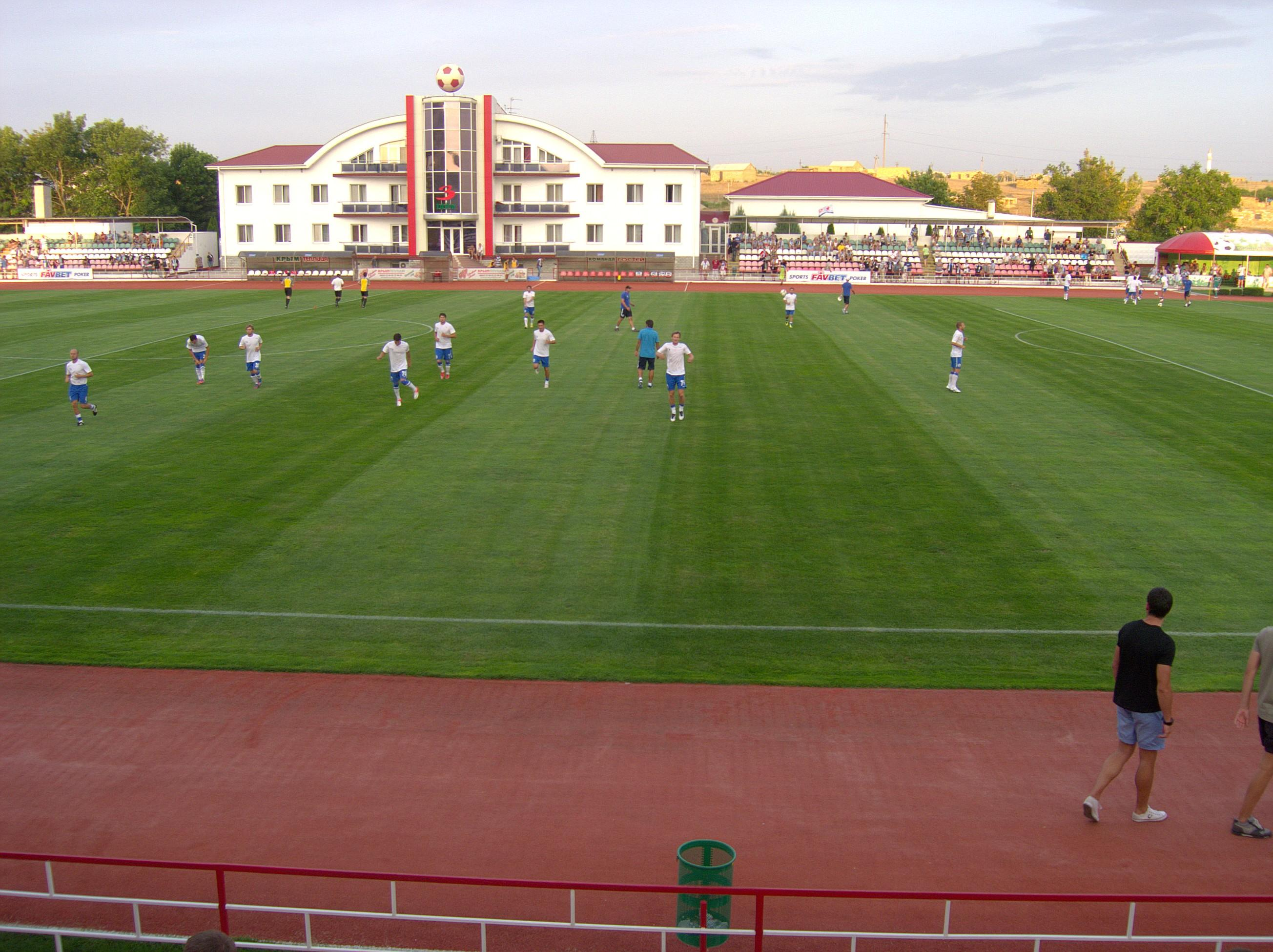
КТ Спорт-Арена

Перший і другий розіграш турніру проводився на стадіоні «Колос» у селі Урожайне, Сімферопольського району. Потім, ігри проходили на стадіоні «КТ Спорт-Арена», який знаходиться в селищі Аграрне. Арена була побудована в 2003 році і вміщує близько 3 тисяч чоловік. У лютому 2006 року здано в експлуатацію новий штучний газон, що дозволяє проводити матчі в зимовий період. Назва «КТ Спорт Арена» стадіон отримав у вересні 2009 року, в результаті конкурсу на кращу назву, до цього арена називалася «Кримтеплиця». Деякі з ігор Кубка Кримтеплиці 2010 і 2012 року проводили на стадіоні «Скіф» в Новопавлівці.

## Історія
Перший розіграш нового турніру проводився в листопаді 2002 року і був приурочений до Дня працівників сільського господарства України. Спочатку в змаганні повинні були взяти участь, крім «Кримтеплиці», сімферопольське «Динамо», «Севастополь» і армянський «Титан». Однак в підсумку «Севастополь» і «Титан» знялися зі змагань і були замінені на одеський «Чорноморець-2» і сімферопольську «Таврію-ТНУ». За іграми турніру стежили тренер «Таврії» Анатолій Заяєв і генеральний директор «Таврії» Рувім Аронов. У півфіналі «Динамо» обіграло «Таврію-ТНУ» з розгромним рахунком (5:0), а «Кримтеплиця» в серії пенальті поступилася «Чорноморцю». У фінальній грі сімферопольці здобули перемогу над одеситами (2:0), а в матчі за третє місце «Кримтеплиця» здолала в серії пенальті «Таврію-ТНУ». Одеська команда отримала винагороду від участь турніру в розмірі 4 тисяч гривень.
У фіналі другого розіграшу турніру зіграли «Кримтеплиця» і друга команда одеського «Чорноморця». Перемогу здобули господарі (5:0). У півфіналі також брали участь сімферопольське «Динамо» і любительська команда «Будівельник» з російського міста Темрюк.
На черговому турнірі в 2004 році крім «Кримтеплиці», брали участь команди: «Рава», красноперекопський «Хімік» і молдавський «Уніспорт-Авто-2». У фінал вийшла «Кримтеплиця» і «Уніспорт-Авто-2», основний час закінчився з нічийним рахунком, в серії пенальті сильнішою виявилася кишенівська команда, яка перемогла (4:3). У грі за третє місце між «Равою» і «Хіміком», за 15 хвилин до закінчення поєдинку лідирувала команда з Львівської області (3:0), однак завдяки хет-трику Костянтина Мухамадєєва гра перейшла в серію пенальті. За підсумками одинадцятиметрових ударів перемогу здобув «Хімік» (4:3).
Кубок Кримтеплиці 2007 року також відбувся в листопаді. У ньому взяло участь 4 команда. У першому півфіналі зустрілися господарі турніру «Кримтеплиця» і її фарм-клуб «Спартак», який виступав в чемпіонаті Криму. Спортивний директор «Кримтеплиці» Анвар Сулейманов провів ротацію складів і деякі гравці «Кримтеплиці» виступали за «Спартак», в той час як за «Кримтеплицю» грали футболісти, що приїхали на перегляд. Гра завершилася перемогою «тепличників» з рахунком (2:0). У другій півфінальній грі мелітопольський «Олком» здобув перемогу над «Чорноморнафтогазом» (1:1 основний час і 10:9 по пенальті). У матчі за третє місце перемогу здобув «Спартак», обігравши «Чорноморнафтогаз» (1:0). У фінальній грі між «Кримтеплицею» та «Олкомом», перемогу здобули господарі з розгромним рахунком (3:0)

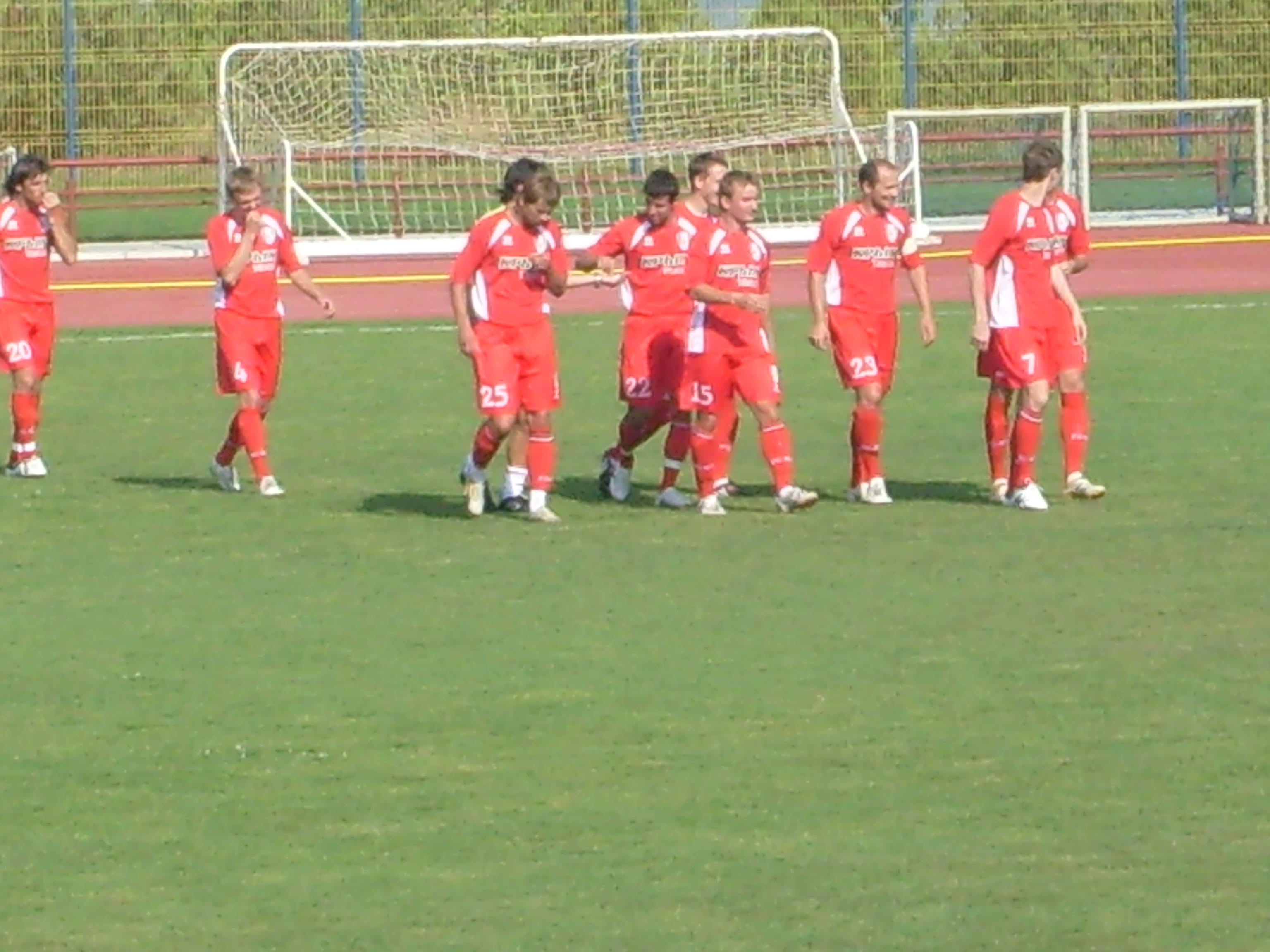
Гравці «Кримтеплиці» завойовували однойменний кубок чотири рази

Наступний розіграш відбувся в лютому 2009 року. У цьому турнірі взяло участь 8 команд, в тому числі і «Олімпія» (Бєльці), яка виступала в чемпіонаті Молдови. За заявою організаторів, Кубок Кримтеплиці 2009 року став найбільшим футбольною подією зими в Криму. У фіналі турніру зустрілися «Олімпія» і донецький «Шахтар-3», в результаті перемогу по пенальті здобула команда з Молдови. Переможець отримав приз в розмірі 15 тис. гривень.
Кубок Кримтеплиці 2010 року відбувся в лютому. У турнірі знову взяло участь 8 футбольних клубів. Перша гра турніру між «Форосом» і «Олкомом», почалася з запізнення, так як в результаті снігопаду команда з Мелітополя потрапила в пробку. До кінця турніру температура була близько 20 градусів. Гра між дніпродзержинської «Сталлю» та львівськими «Карпатами-2» відбулася на стадіоні «Скіф» в Новопавлівці, так як львів'яни базувалися саме там. У фіналі перемогу здобули господарі турніру — команда «Кримтеплиця» обіграла бурштинський «Енергетик» (2:0).
Сьомий розіграш турніру проходив з кінця січня до початку лютого 2011 року. Спочатку планувалася участь 8 клубів, проте в підсумку на Кубку Кримтеплиці брали участь 5 команд. Для участі в турнірі кожен клуб повинен був зробити внесок в розмірі 2 тисяч гривень. По ходу змагання організатори оголошували кращих гравців в своїх командах. Всі команди провели між собою по одній грі, новокаховська «Енергія» лише за різницею забитих і пропущених м'ячів стала переможцем турніру. Друге місце зайняв дубль львівських «Карпат». Пізніше, президент «Кримтеплиці» Олександр Васильєв запросив головного тренера «Енергії» Сергія Шевцова очолити «Кримтеплицю».
Останній на даний момент, восьмий розіграш Кубка Кримтеплиці проходив в лютому 2012 року. На даний турнір було заявлено 6 клубів. «Мир» з Херсонської області провівши всього одну гру, знявся з турніру, так як команда базувалася в Горностаївці, а через погіршення погоди команда не змогла дістатися до змагань. У зв'язку зі шквальним вітром, деякі ігри пройшли на поле тренувальної бази «Скіф» в Новопавлівці. Перемогу в турнірі з 10 набраними очками святкували господарі, команда «Кримтеплиця», яка завоювала свій третій трофей.
У лютому 2013 року команда «Севастополь-2» знову планувала взяти участь у Кубку Кримтеплиці. Однак, турнір не відбувся через фінансові причини, а також через те, що не знайшлося охочих брати участь в змаганні. У червні того ж року клуб «Кримтеплиця» припинив існування.

## Формат
Перші чотири Кубка Кримтеплиці проходили в листопаді, а всі наступні в лютому. Матчі на Кубку Кримтеплиці проходили відповідно до правила гри в футбол і складалися з двох таймів по 45 хвилин. По ходу гри допускалося не більше 10 замін. У випадки нічийного результату в матчах плей-оф відбувалося пробиття серії пенальті. Кубок Кримтеплиці 2002, 2003 і 2007 складався з півфіналу, переможці яких виходять у фінал. Переможені команди боролися в матчі за третє місце. У зв'язку зі збільшенням складу учасників до 8 команд, наступні два турніри проходили по груповій схемі. Команди змагалися в двох групах, де грали по одній грі між собою. Переможці обох груп виходили до фіналу, команди, які посіли другі місця, боролися в матчі за третє місце. Команди які посіли 3 і 4 місце в групі, билися за 5 і 7 місце відповідно. Матчі Кубків Кримтеплиці 2011 і 2012 проходили в одній групі, де команди зіграли по 1 грі між собою.

## Судді
Для роботи на турнірі в різні роки запрошувалися судді, деякі з яких обслуговували ігри Прем'єр-ліги України, серед яких: Володимир Сіренко, Юрій Вакс і Анатолій Жабченко. Вакс на другому Кубку Кримтеплиці був визнаний найкращим арбітром турніру. В останньому розіграші турніру працювала бригада арбітрів з Молдови, на чолі з Владиславом Іванченко.

## Результати
| Рік  | Учасників                          | Призери                            | Призери                            | Призери                                      | Призери                                      |
| Рік  | Учасників                          | Переможець                         | 2-е місце                          | 3-е місце                                    | 4-е місце                                    |
| ---- | ---------------------------------- | ---------------------------------- | ---------------------------------- | -------------------------------------------- | -------------------------------------------- |
| 2002 | 4                                  | Динамо (Сімферополь)               | Чорноморець-2 (Одеса)              | Кримтеплиця                                  | Таврія-ТНУ (Сімферополь)                     |
| 2003 | 4                                  | Кримтеплиця                        | Чорноморець-2 (Одеса)              | Динамо (Сімферополь) і Будівельник (Темрюк)* | Динамо (Сімферополь) і Будівельник (Темрюк)* |
| 2004 | 4                                  | Уніспорт-Авто-2                    | Кримтеплиця                        | Хімік (Красноперекопськ)                     | Рава                                         |
| 2007 | 4                                  | Кримтеплиця                        | Олком                              | Спартак (Молодіжне)                          | Чорноморнафтогаз (Сімферополь)               |
| 2009 | 8                                  | Олімпія (Бєльці)                   | Шахтар-3                           | Кримтеплиця                                  | Форос (Ялта)                                 |
| 2010 | 8                                  | Кримтеплиця                        | Енергетик (Бурштин)                | Енергія (Нова Каховка)                       | Сталь (Дніпродзержинськ)                     |
| 2011 | 5                                  | Енергія (Нова Каховка)             | Карпати-2                          | Нафтовик-Укрнафта                            | Кримтеплиця                                  |
| 2012 | 6                                  | Кримтеплиця                        | Енергія (Нова Каховка)             | Севастополь-2                                | Мир (Горностаївка)                           |
| 2013 | Скасований через фінансові причини | Скасований через фінансові причини | Скасований через фінансові причини | Скасований через фінансові причини           | Скасований через фінансові причини           |

- Результати матчу за третє місце невідомі.

## Бомбардири
| рік  | гравець                                                                        | Голов                      |
| ---- | ------------------------------------------------------------------------------ | -------------------------- |
| 2002 | Сергій Мамонов (Динамо)                                                        | 3 голи                     |
| 2003 | невідомі результати всіх ігор                                                  | 3 голи                     |
| 2004 | Костянтин Мухамадєєв (Хімік)                                                   |                            |
| 2007 | 8 гравців забили по 1 голу                                                     | 8 гравців забили по 1 голу |
| 2009 | Арсен Мустафаєв (Форос) Сулейман Діабі (Кримтеплиця) Руслан Джанджгава (Олком) | 3 голи                     |
| 2010 | Арсен Манасян (Енергія)                                                        | 5 голів                    |
| 2011 | 4 гравці забили по 2 голи                                                      | 4 гравці забили по 2 голи  |
| 2012 | Ігор Тудаков (Севастополь-2) Роман Свінціцький (Кримтеплиця)                   | 4 голи                     |

## Список хет-триків
| # | Гравець              | Клуб                     | Суперник               | Рахунок | Дата           | Прим.  |
| - | -------------------- | ------------------------ | ---------------------- | ------- | -------------- | ------ |
| 1 | Костянтин Мухамадєєв | Хімік (Красноперекопськ) | Рава                   | 3:3     | листопад 2004  | [ 9 ]  |
| 2 | Владлен Юрченко      | Іллічівець-2             | Кристал (Херсон)       | 3:2     | 15 лютого 2012 | [ 33 ] |
| 3 | Роман Свінціцький    | Кримтеплиця              | Енергія (Нова Каховка) | 5:1     | 18 лютого 2012 | [ 34 ] |

## Сумарна таблиця
- Найкращий воротар:

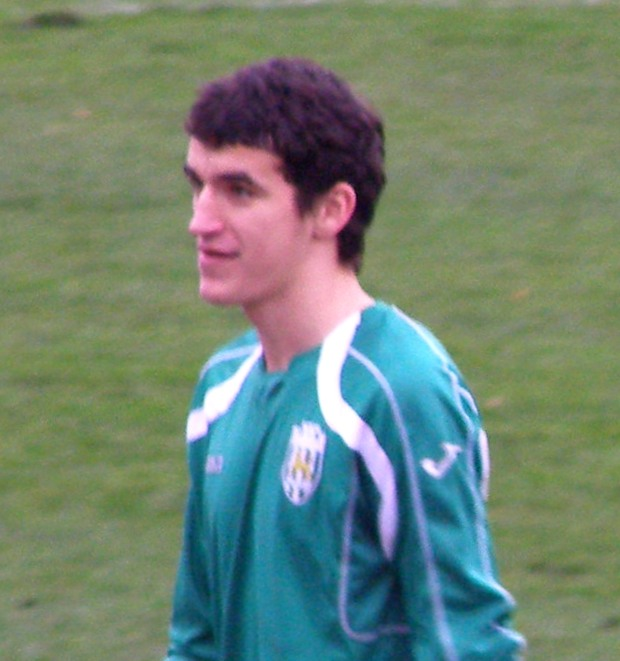
Олег Тарасенко — кращий захисник турніру в 2011 році

- 2002 —  Григорій Красовський («Чорноморець»)[1]
- 2004 —  Володимир Ліванов («Уніспорт-Авто-2»)[9]
- 2007 —  Володимир Мачуга («Чорноморнафтогаз»)[12]
- 2009 —  Наріман Якубов («Форос»)[35]
- 2010 —  Сергій Вокальчук («Кримтеплиця»)[36]
- 2011 —  Роман Мисак («Карпати»)[37]
- 2012 —  Денис Касперович («Енергія»)[38]
- Найкращий захисник:
- 2002 —  Олександр Гарбуз («Кримтеплиця»)[1]
- 2004 —  Максим Чеботар («Уніспорт-Авто-2»)[9]
- 2007 —  Заур Мамутов («Кримтеплиця»)[12]
- 2009 —  Микола Орловський («Олімпія»)[35]
- 2011 —  Олег Тарасенко («Карпати»)[37]
- Найкращий півзахисник:
- 2002 —  Олексій Грищенко («Динамо»)[1]
- 2007 —  Віталій Бугайов («Олком»)[12]
- 2009 —  Ярослав Ямполь («Шахтар-3»)[35]
- Найкращий нападник:
- 2002 —  Олег Губський («Динамо»)[1]
- 2004 —  Костянтин Мухамадєєв («Хімік»)[9]
- 2007 —  Ігор Мельник («Спартак»)[12]
- 2009 —  Владислав Насібулін («Шахтар-3»)[35]
- Найкращий бомбардир:
- 2009 —  Сулейман Діабі («Кримтеплиця»)[35]
- 2010 —  Арсен Манасян («Енергія»)[36]
- 2011 —  Сергій Цой («Енергія»)[37]
- 2012 —  Ігор Тудаков («Севастополь-2»)[38]
- Найкращий гравець:
- 2007 —  Віталій Прокопченко («Кримтеплиця»)[12]
- 2010 —  Андрій Чернов («Енергетик»)[36]
- 2011 —  Артур Карноза («Нафтовик-Укрнафта»)[37]
- 2012 —  Роман Свінціцький («Кримтеплиця»)[38]
- Найкращий арбітр:
- 2007 —  Юрій Вакс[12]

## Тренери-переможці

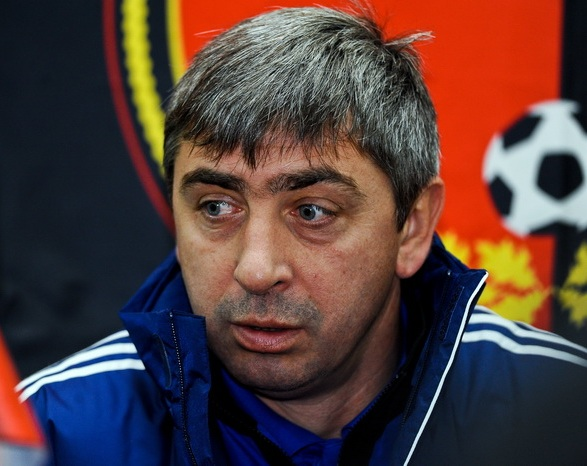
Олександр Севідов завойовував Кубок Кримтеплиці в 2010 році

- 2002 —  Михайло Сачко («Динамо»)[1]
- 2003 —  Олег Лутков («Кримтеплиця»)[8]
- 2007 —  Олександр Гайдаш («Кримтеплиця»)[12]
- 2009 —  Валерій Погорєлов («Олімпія»)[35]
- 2010 —  Олександр Севідов («Кримтеплиця»)[36]
- 2011 —  Сергій Шевцов («Енергія»)[37]
- 2012 —  Микола Федорко («Кримтеплиця»)[38]

## Рекорди
- Найбільша перемога: «Динамо» — «Таврія-ТНУ» (2002)[1] і «Кримтеплиця» — «Чорноморець-2» (2003)[8] — (5: 0)
- Найрезультативніший турнір: Кубок Кримтеплиці 2010 забито 51 гол (у середньому 3.18 за гру)
- Найшвидший гол: Денис Головещенко («Форос») на 2 хвилині в матчі проти «Олкома» (2010)[15]
- Найбільше участей у турнірі (команда): «Кримтеплиця» (7)
- Найбільше участей у  турнірі (гравці): Віталій Саранчуков з «Кримтеплиці» (6)
- Найкращий бомбардир турніру: по 5 голів забили — Арсен Манасян («Енергія»), Сулейман Діабі та Роман Свінціцький (обидва з «Кримтеплиці»)

## Підсумкова таблиця
| №  | Клуб                           | Сезонів | !І | В  | Н | П | З  | П  | О³ |
| -- | ------------------------------ | ------- | -- | -- | - | - | -- | -- | -- |
| 1  | Кримтеплиця*                   | 8       | 22 | 15 | 1 | 5 | 48 | 19 | 46 |
| 2  | Енергія (Нова Каховка)         | 3       | 12 | 7  | 2 | 3 | 20 | 13 | 23 |
| 3  | Форос (Ялта)                   | 2       | 8  | 5  | 0 | 3 | 15 | 13 | 15 |
| 4  | Олімпія (Бєльці)               | 1       | 4  | 4  | 0 | 0 | 8  | 4  | 12 |
| 5  | Сталь (Дніпродзержинськ)       | 2       | 8  | 3  | 2 | 3 | 11 | 14 | 11 |
| 6  | Мир (Горностаївка)             | 3       | 9  | 3  | 1 | 5 | 9  | 13 | 10 |
| 7  | Шахтар-3                       | 1       | 4  | 2  | 1 | 1 | 7  | 2  | 7  |
| 8  | Карпати-2                      | 2       | 8  | 2  | 1 | 4 | 9  | 10 | 7  |
| 9  | Севастополь-2                  | 1       | 5  | 2  | 1 | 2 | 4  | 7  | 7  |
| 10 | Олком                          | 3       | 10 | 2  | 1 | 7 | 7  | 22 | 7  |
| 11 | Динамо (Сімферополь)*          | 2       | 3  | 2  | 0 | 0 | 9  | 2  | 6  |
| 12 | Нафтовик-Укрнафта              | 1       | 4  | 2  | 0 | 2 | 9  | 5  | 6  |
| 13 | Енергетик (Бурштин)            | 1       | 4  | 2  | 0 | 2 | 8  | 3  | 6  |
| 14 | Униспорт-Авто-2                | 1       | 2  | 2  | 0 | 0 | 1  | 1  | 6  |
| 15 | Чорноморець-2 (Одеса)          | 2       | 4  | 2  | 0 | 2 | 3  | 10 | 6  |
| 16 | Спартак-КТ                     | 1       | 2  | 1  | 0 | 1 | 1  | 2  | 3  |
| 17 | Хімік (Красноперекопськ)       | 1       | 2  | 1  | 0 | 1 | 3  | 5  | 3  |
| 18 | Шахтар-2                       | 1       | 4  | 1  | 0 | 3 | 6  | 9  | 3  |
| 19 | Іллічівець-2                   | 1       | 4  | 1  | 0 | 3 | 5  | 9  | 3  |
| 20 | Кристал (Херсон)               | 1       | 4  | 0  | 1 | 3 | 3  | 6  | 1  |
| 21 | Рава                           | 1       | 2  | 0  | 0 | 2 | 3  | 3  | 0  |
| 22 | Чорноморнафтогаз (Сімферополь) | 1       | 2  | 0  | 0 | 2 | 1  | 2  | 0  |
| 23 | Ворскла-2                      | 1       | 4  | 0  | 0 | 4 | 4  | 11 | 0  |
| 24 | Таврія-ТНУ (Сімферополь)       | 1       | 2  | 0  | 0 | 2 | 0  | 7  | 0  |
| 25 | Строитель (Темрюк)*            | 1       | 0  | 0  | 0 | 0 | 0  | 0  | 0  |

- Не враховуються матчі турніру 2003 року, так як дані невідомі. Півфінал «Кримтеплиця» — «Будівельник». Матч за третє місце «Динамо» — «Будівельник».

## Інші турнірі
Олександр Васильєв також проводив Кубок Кримтеплиці з міні-футболу, який проходив в сімферопольському Споркомплексі «Дружба». У березні 2014 року було проведено Кубок Кримтеплиці з футболу для гравців до 14 років серед чотирьох кримських клубів, за підсумками турніру перемогу здобула юнацька команда «Таврії». У травні 2015 року відбувся турнір для гравців вікової категорії — 2004 року народження, присвячений святкуванню 70-річчя Перемоги у Великій Вітчизняній війні. Переможцем серед чотирьох команд учасниць став сімферопольський ТСК.

### Сюжети
- Тарас Брезицкий (28 січня 2011). Кубок Крымтеплицы (рос.). ИТВ. Процитовано 4 липня 2015.[недоступне посилання з Октябрь 2018]
- Тарас Брезицкий (1 лютого 2011). Кубок Крымтеплицы (рос.). ИТВ. Процитовано 4 липня 2015.[недоступне посилання з Октябрь 2018]
- Тарас Брезицкий (7 лютого 2011). Обладателем Кубка Крымтеплицы стала «Энергия» из Новой Каховки (рос.). ИТВ. Архів оригіналу за 5 березня 2016. Процитовано 4 липня 2015.
- Тарас Брезицкий (6 лютого 2012). В Аграрном стартовал Кубок Крымтеплицы (рос.). ИТВ. Процитовано 4 липня 2015.[недоступне посилання з Октябрь 2018]
- Тарас Брезицкий (7 лютого 2012). Второй тур Кубка Крымтеплицы по футболу провели в Новопавловке (рос.). ИТВ. Процитовано 4 липня 2015.[недоступне посилання з Октябрь 2018]
- Тарас Брезицкий (9 лютого 2012). В Аграрном продолжается Кубок Крымтеплицы по футболу (рос.). ИТВ. Архів оригіналу за 5 березня 2016. Процитовано 4 липня 2015.
- Кубок Крымтеплицы сохранил прописку (рос.). ИТВ. 20 лютого 2012. Архів оригіналу за 5 березня 2016. Процитовано 4 липня 2015.